# Māndvi (ort i Indien, Kachchh)
Māndvi är en ort i Indien.   Den ligger i distriktet Kachchh och delstaten Gujarat, i den västra delen av landet, 1 000 km sydväst om huvudstaden New Delhi. Māndvi ligger 11 meter över havet och antalet invånare är 47 853.
Terrängen runt Māndvi är mycket platt. Havet är nära Māndvi söderut.  Det finns inga andra samhällen i närheten.